# 70409 Srnín
70409 Srnín è un asteroide della fascia principale. Scoperto nel 1999, presenta un'orbita caratterizzata da un semiasse maggiore pari a 2,3971134 UA e da un'eccentricità di 0,0650860, inclinata di 7,41444° rispetto all'eclittica.